# Poenomia frigidalis
Poenomia frigidalis är en fjärilsart som beskrevs av Paul Dognin 1914. Poenomia frigidalis ingår i släktet Poenomia och familjen nattflyn. Inga underarter finns listade i Catalogue of Life.